# Cupido athena
Cupido athena är en fjärilsart som beskrevs av Felder 1865. Cupido athena ingår i släktet Cupido och familjen juvelvingar. Inga underarter finns listade i Catalogue of Life.